# Bernard Welten
Bernard Johannes Adrianus Maria Welten (Breda, 25 februari 1955) is een voormalig Nederlandse politiefunctionaris die van 2004 tot 2011 in de rang van hoofdcommissaris korpschef van het Amsterdamse politiekorps was.

## Carrière

### 1978-1985
Na zijn opleiding aan de Nederlandse Politie Academie in Apeldoorn trad hij in 1978 in dienst van de gemeentepolitie Amsterdam. In de daarop volgende 21 jaar was hij onder meer wijkteamchef, hoofd automatisering, en chef van de centrale recherche. Voorts was hij betrokken bij vele grootschalige politieoptredens zoals tijdens de krakersrellen en de Kroningsdag 1980. Tijdens de Bijlmervliegramp was hij algemeen commandant. Intussen studeerde hij bedrijfskunde aan de Hogeschool van Amsterdam, haalde hij zijn propedeuse Rechten aan de Universiteit Utrecht en studeerde hij aan de Vrije Universiteit Amsterdam af als politicoloog.

### 1985-2004
In 1985 onderbrak hij tijdelijk zijn carrière bij de Amsterdamse politie toen hij een jaar leiding gaf bij het adviesbureau van Prochemko International in De Bilt.
In 1998 trad hij toe tot de korpsleiding van wat inmiddels sinds 1993 de regiopolitie Amsterdam-Amstelland heette. Vervolgens werkte hij vanaf 1999 vijf jaar als korpschef in Groningen.

### 2004-2012
In november 2004 keerde hij terug naar Amsterdam om korpschef Jelle Kuiper op te volgen, die toen met pensioen ging.
Een dag na het aantreden van Welten werd Theo van Gogh vermoord. De Amsterdamse politie verweet de AIVD niets te hebben gedaan met de informatie dat Mohammed Bouyeri, de moordenaar van Van Gogh, een moslimfundamentalist aan het worden was. De toenmalige burgemeester, Job Cohen en Welten vertrokken naar Den Haag voor een gesprek op het ministerie van Binnenlandse Zaken. Welten bleek niet welkom bij dit gesprek en hij nam het Cohen kwalijk dat deze het niet voor hem opnam. Dit was het begin van een moeizame relatie. Die verhouding bereikte een dieptepunt toen Welten in een interview zei dat de veiligheid in Amsterdam een stuk beter zou kunnen zijn als Cohen eindelijk eens naar hem zou luisteren.
Bij zijn afscheid als korpschef van Amsterdam-Amstelland in oktober 2011 werd Welten benoemd tot Officier in de Orde van Oranje-Nassau en kreeg hij de zilveren legpenning van de Stad Amsterdam.

### 2012-heden
In november 2012 werd Welten benoemd tot buitengewoon raadslid bij de Onderzoeksraad Voor Veiligheid in Den Haag.
In 2012 startte Welten als mede-oprichter het Initiatief1overheid. Dit betreft een initiatief van burgers die verontrust zijn over de miljarden euro’s die jaarlijks verdwijnen door fraude in alle sectoren van de samenleving.
Welten is lid van het curatorium van de Mr. Gonsalvesprijs. Voorts is hij lid van het Bestuur van de Stichting Maatschappij en Veiligheid, lid van de Raad van toezicht van het Trimbosinstituut en lid van de raad van toezicht van het Nederlands Philharmonisch Orkest. Hij is gehuwd en heeft drie kinderen.
In 2013 verzocht de toenmalige minister van Veiligheid en Justitie, Ivo Opstelten, Welten salaris in te leveren, maar dit werd geweigerd. Hij kreeg in 2015 een salaris van 255.000 euro per jaar. Dit bedrag bleef hij ontvangen toen Welten 2011 stopte, waarna hij als buitengewoon adviseur in functie bleef. Zijn salaris stamde uit de tijd dat hij korpschef was bij de politie Amsterdam-Amstelland (2004 - 2011).
In 2017 kreeg Welten vanaf 1 maart 2018 een eervol ontslag. Dat was vier jaar voor zijn geplande pensioen en dat leverde (volgens een verklaring) de politie zo'n 700.000 euro op. Welten blijft daarna nog drie jaar advieswerk doen bij de Nationale Politie. Als compensatie voor pensioenverlies krijgt hij een eenmalig bedrag van 15.000 bruto.